# ロシア・ルーブル
ロシア・ルーブル（ロシア語: рубль、rouble/ruble）は、ロシアの通貨単位である。ロシア語での発音に沿ってルーブリと表記する場合もある。国際通貨コード（ISO 4217）はRUB（1998年のデノミネーション以前はRURを使用）。
ルーブルの通貨記号 (₽,) は、2013年12月11日にロシア中央銀行により制定が発表された。補助通貨はカペイカ（コペイカとも、ロシア語: копейка、kopek/copeck）で、1ルーブルは100カペイカである。
ルーブルの通貨単位は、ロシア帝国から旧・ソビエト連邦でも使用された。
ロシア・ルーブルはロシアが一方的に併合を宣言したウクライナの一部と、ロシアの軍事支援によって独立したアブハジア、南オセチアにおいても使用されている。

## 歴史

### ロシア帝国時代

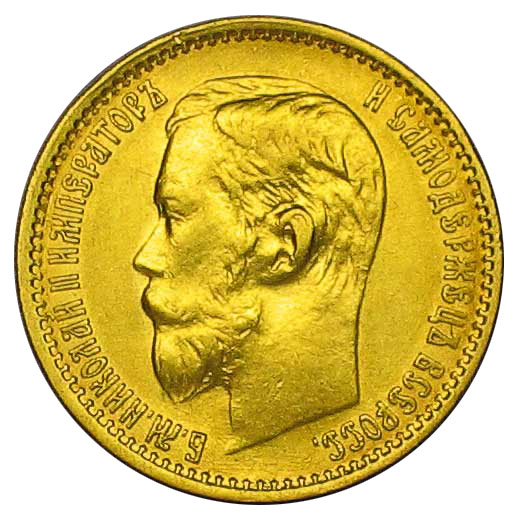
5ルーブル金貨の表面（1905年）

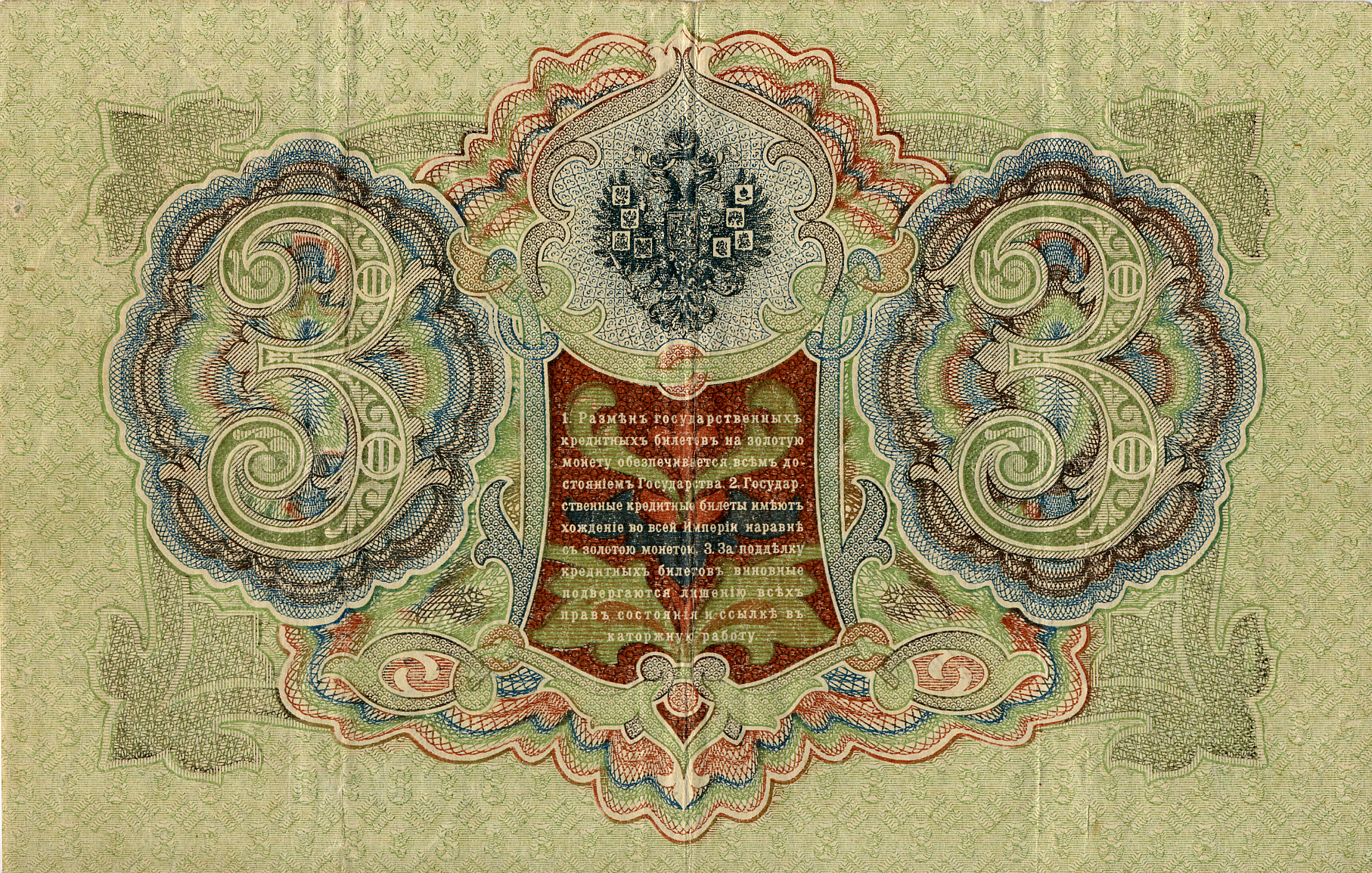
3ルーブル紙幣の表面（1905年）

ロシア領アメリカを開発しているときの1800年に金本位制を採用した。

### 旧ソ連時代
1935年にフランス・フランとリンクした。為替レートが貿易用と貿易外で別に設定された。11月、ルーブルの単位あたり金含有量は0.17685グラムとされ、相場が1ルーブルあたり3フランス・フランと決められた。しかし翌1936年10月にフランス・フランが切り下げられたので、1ルーブルあたり4.25フランス・フランに相場が変更され、ルーブルの単位あたり金含有量も0.17595グラムに改訂された。フランス・フランがどうしても安定しないので、1937年以降はUSドルにリンクした。1ドルあたり5.3ルーブルと定められ、またルーブルの単位あたり金含有量は0.16767グラムに引き下げられた。
ソ連は1947年12月に10分の1のデノミネーション（デノミ）を行った。西ドイツと違って、預金や国債等は優遇された。受益者の実質所得は上昇した。
- ソ連国家労働貯蓄金庫の預金については三段階の優遇レートが適用された。一段目は3千ルーブルまでの等価交換を保障した。二段目は3千ルーブルから1万ルーブルをデノミするが、1/10ではなく2/3とした。三段目は1万ルーブルを超過した預金額をデノミするが、やはり1/10ではなく1/2とした。
- 共同組合・コルホーズ預金はデノミするが、1/10ではなく、4/5とした。
- 国営企業と官庁の記帳残高は等価交換された。旧残高はそのまま新残高となった。
- 国債は、その発行年度によりデノミ率を異にしたが、いずれにしても1/10ではなかった。1939-46年発行のものは額面3ルーブルにつき、1948年発行の新国債額面1ルーブルと交換された。1/3のデノミである。1938年以前発行のものは額面5ルーブルにつき、1947年発行の新国債額面1ルーブルと交換された。1/5のデノミである。外債も同様であったかは参考文献に書かれていなかった[3]。

1950年3月1日に経済相互援助会議参加国域内でルーブル・リンクができた。ここでルーブルの価値は金0.222168グラムと決められ、参加国通貨との交換レートは各通貨の金純分に拠った。ルーブルの対西側レートは、ドルの金純分に拠って1ルーブル＝0.25ドルとなった。1ドル＝5.3ルーブルであった相場が、1ドル＝4ルーブルとなったのである。
1961年にも10分の1デノミを行った。これは1947年のときのような例外措置がなかった。ルーブルあたりの金含有量は0.987412グラムとなり、相場が1ドル＝0.9ルーブルとなった。このときに発行された紙幣の種類は1、3、5、10、25、50、100ソ連・ルーブル紙幣の7種類だった。しかし、50、100ルーブルは市中ではあまり流通していなかった。
1971年のニクソン・ショックで、ルーブルはUSドルと金リンクしなくなった。VTBが変動為替相場制に対応した。
ソ連末期のペレストロイカに伴うインフレーション（インフレ）により、ソビエト連邦の崩壊直前の1991年には50、100、200、500、1000ルーブル紙幣が新しく発行されるとともに、1、5、10ソ連・ルーブル紙幣が改刷された。この改刷は、色が増える等の偽造防止策が追加された程度で、大きなデザインの変更はなかった。なお、ソ連時代の紙幣の肖像画は10ルーブル以上にはレーニンが描かれており、5ルーブル以下には肖像画はなかった。また、1961年シリーズの紙幣の裏側にはロシア語で大きく「（額面）ルーブル」と記されてある下に、ロシア以外のソ連構成共和国14ヶ国の言語でも「（額面）ルーブル」と記されているのが特徴であったが、1991年シリーズでは初期発行分を除き省略された。この各国語の表記は、通貨単位のルーブルが各国語に翻訳されており、ウクライナ語では「カルボーヴァネツィ」、ウズベク語では「スム」などと表記されていた。
ソ連時代は硬貨は非常に種類が多く、記念硬貨を除いても1、2、3、5、10、15、20、50カペイカ、1ルーブルの合計9種類が発行されていた。1カペイカ硬貨は非常に小さく、直径15mmしかなかった。

### ロシア時代初期
1991年12月のソ連崩壊後もしばらくの間はソ連ルーブルが使用されていたが、1992年にロシア中央銀行最初の紙幣として5,000ロシア・ルーブル紙幣が発行、同年には後に10,000ロシア・ルーブル紙幣も発行された。
1993年には50,000ロシア・ルーブル紙幣が新しく発行されるとともに、5,000、10,000ロシア・ルーブル紙幣が改刷、100、200、500、1,000ルーブルはそれまでソ連・ルーブル紙幣が流通していたが、ロシア・ルーブル紙幣に改刷された。なお、この時の改刷は、5,000、10,000ロシア・ルーブル紙幣については従来の紙幣の色を少し変え、500、1,000ロシア・ルーブル紙幣は、従来のソ連・ルーブル紙幣に描かれていたレーニンの肖像をロシア国旗の掲揚されたクレムリンに置き換えただけであり、大きな変更はなかった。進行する急激なインフレにより、50ロシア・ルーブル以下は紙幣は発行されず硬貨となった。このときに発行された硬貨は、1、5、10、20、50ルーブルの5種類であった。また、このときに、1、3、5、10ソ連・ルーブル紙幣以外の高額なソ連・ルーブル紙幣が流通停止となった。また、旧ソ連時代の硬貨が流通停止となり、カペイカ単位の貨幣が存在しなくなった。なお、1993年シリーズ紙幣には、紙の色を変更するなどのマイナーチェンジを施した1994年版もある。
1994年10月、ルーブルが大暴落した。これはオリガルヒなどによる官有物買収と並んでロシア財政危機の一因となった。
1995年には100,000ルーブル紙幣が新しく発行されるとともに1,000、5,000、10,000、50,000ルーブル紙幣が、100,000ルーブル紙幣と統一デザインで改刷された。これ以降ロシア・ルーブル紙幣はロシアの各都市を題材とする図柄となった。また、僅かの期間の交換期間を経た後で1994年版を除く1993年シリーズ以前の旧紙幣の流通を停止した。これは当時問題となっていたマフィアなどによる資金洗浄を封じる目的があったともいわれる。1996年には500,000ルーブル紙幣が登場した。これがルーブル史上最も大きな数字の紙幣となった。なお、500,000ルーブル紙幣も「1995」と記されている。

### デノミ実施以降
1998年1月には、長く続いた急激なインフレや前年のアジア通貨危機の影響を受けて、通貨価値が低下したものの、それらの影響が収束したとして、1000分の1のデノミ（0を3つ取るデノミ）が行われ、その準備として、1997年に5、10、50、100、500ルーブル紙幣が発行された。デノミによる混乱をできるだけ避けるために、デザインは従来の同価値の紙幣と全く同一となっている。従来は紙幣が発行されていた1,000ルーブルは、インフレによる価値低下で新1ルーブル硬貨として発行されることになった。1、5、10、50カペイカ硬貨も発行され、カペイカ単位の貨幣の復活した。硬貨は後に2、5ルーブルも発行されている。そしてこのタイミングで国際通貨コード（ISO 4217）もRURからRUBへと変更された。
しかし、長らくかつてのような通貨価値を回復したとは言えず、ロシア国内においてもドル決済やユーロ決済の方に信用が行くという皮肉な事態が発生していたが、その後のロシア経済の好調により通貨としての信用を回復した。2005年2月より、USドルとユーロを組み合わせた通貨バスケットを導入しており、2007年2月13日に0.60USドル+0.40ユーロから0.55USドル+0.45ユーロに変更した。2005年からはルーブルのロシア国外持ち出し規制が撤廃された。
2001年には1,000ルーブル紙幣が発行された。また、2004年には偽造対策を強化した1997年シリーズ2004年版が発行された。この時から5ルーブルは硬貨に変更された。2006年には、当時の為替レートでは日本円で20,000円を超える5,000ルーブル紙幣が発行された。これらの紙幣は実際の発行年とは無関係に「1997」と記されている。
2009年10月より10ルーブル硬貨が新たに発行された。また、2010年から高額紙幣の500、1,000、5,000ルーブル札が、より偽造対策が強化された1997年シリーズ2010年版に改刷された。

#### ウクライナ侵攻による大暴落
2022年2月、ロシアはウクライナへ侵攻。アメリカと欧州各国はロシアに対し経済制裁を課したことから、同年2月28日、ロシア・ルーブルは対ドル相場で一時30％近く値を下げ、過去最安値を記録した。2022年3月5日にはロシアの通貨ルーブルでの対外債務返済を一時的に認める大統領令を発布したほか、輸出企業に対し対外貿易による売上高の80％に相当する外貨をルーブルに交換することを義務付けるなど、徹底したルーブルの下落対策が図られた。この結果、同年4月頃の対ドル相場は侵攻前の水準まで回復し、6月末には7年ぶりの高値を付けた。

## 現在流通している硬貨・紙幣
硬貨は1、2、5、10ルーブル（2009年10月より）が流通している。過去に発行されていた1、5、10、50カペイカは、すでに市中では流通していない。紙幣は、50、100、500、1,000、2,000、5,000ルーブルが流通している。5、10ルーブルは廃止されていないが、すでに市中ではほとんど流通していない。なお、2014年にソチオリンピックを記念した100ルーブルポリマー紙幣が発行されたが、記念紙幣の性格上、市中ではほとんど流通していない。

### 各紙幣に描かれた都市
| 1995年版券種    | 1997年版券種  | 2004年版券種  | 2010年版券種       | 描かれた都市名       |
| --------------- | ------------- | ------------- | ------------------ | -------------------- |
| 1,000ルーブル   | 硬貨に移行    | 硬貨に移行    | 硬貨に移行         | ウラジオストク       |
| 5,000ルーブル   | 5ルーブル     | 硬貨に移行    | 硬貨に移行         | ノヴゴロド           |
| 10,000ルーブル  | 10ルーブル    | 10ルーブル    | 硬貨に移行         | クラスノヤルスク     |
| 50,000ルーブル  | 50ルーブル    | 50ルーブル    | 2004年版を継続発行 | サンクトペテルブルク |
| 100,000ルーブル | 100ルーブル   | 100ルーブル   | 2004年版を継続発行 | モスクワ             |
| 500,000ルーブル | 500ルーブル   | 500ルーブル   | 500ルーブル        | アルハンゲリスク     |
| 発行なし        | 1,000ルーブル | 1,000ルーブル | 1,000ルーブル      | ヤロスラヴリ         |
| 発行なし        | 発行なし      | 5,000ルーブル | 5,000ルーブル      | ハバロフスク         |

### 貨幣ギャラリー

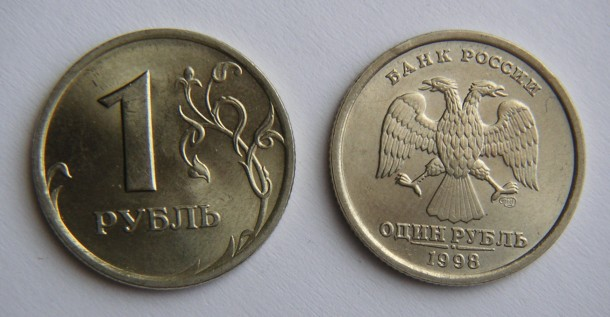
1ルーブル硬貨
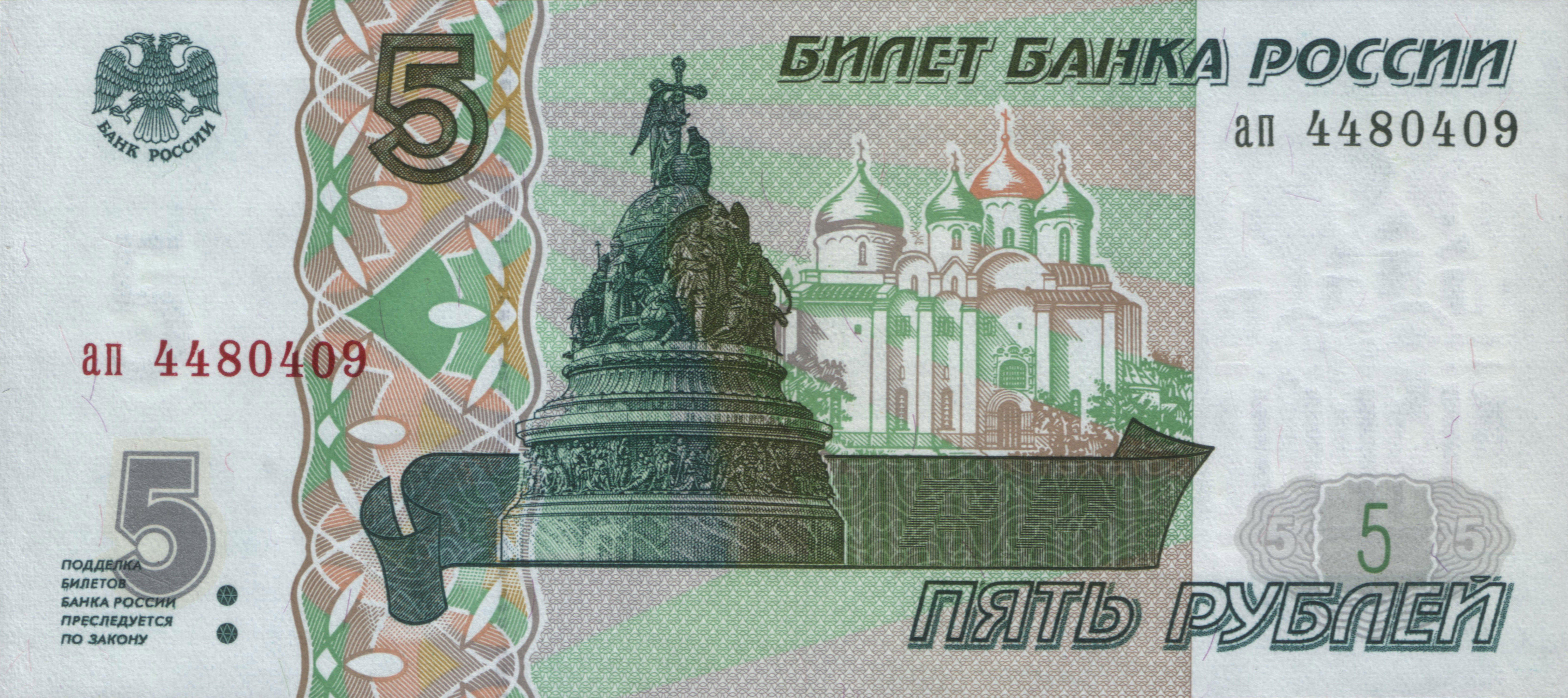
5ルーブル表面（ノヴゴロドの聖ソフィア大聖堂が描かれている）
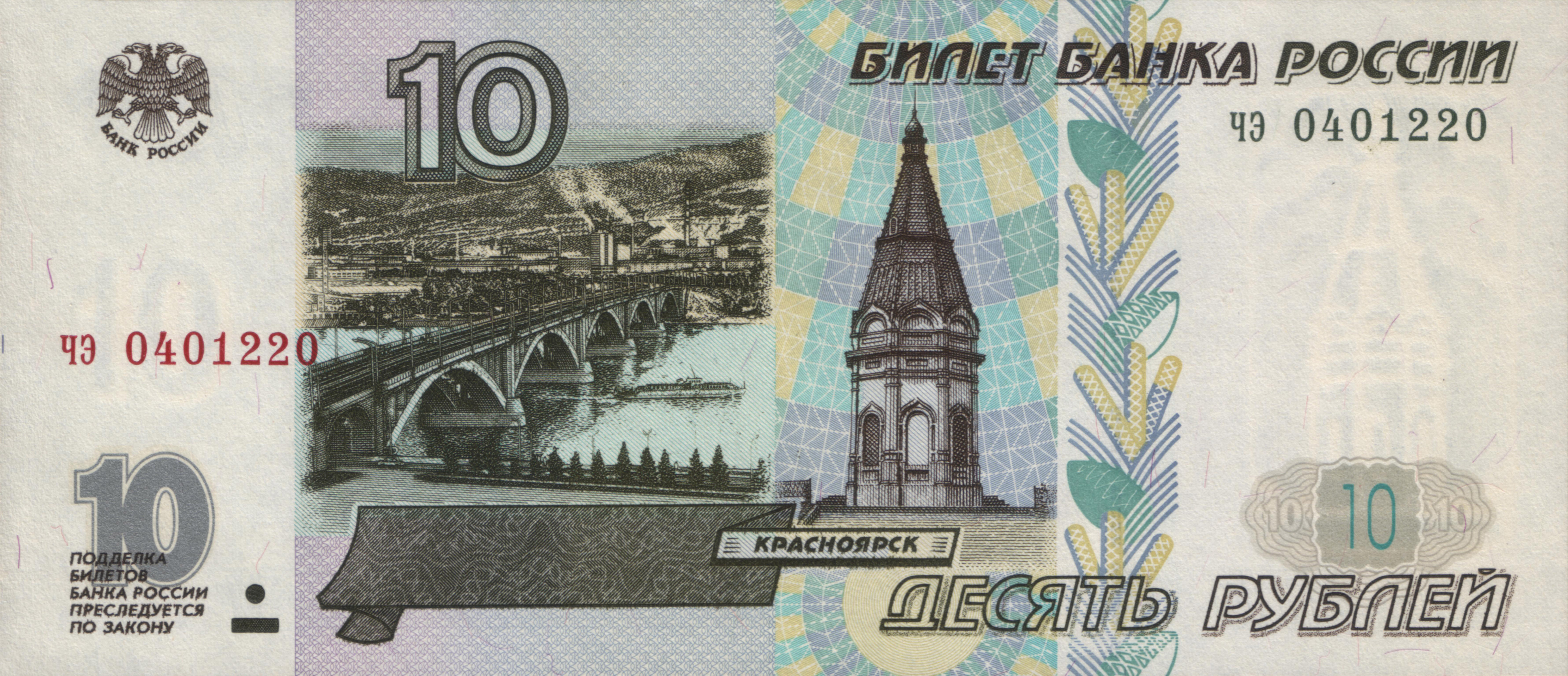
10ルーブル表面
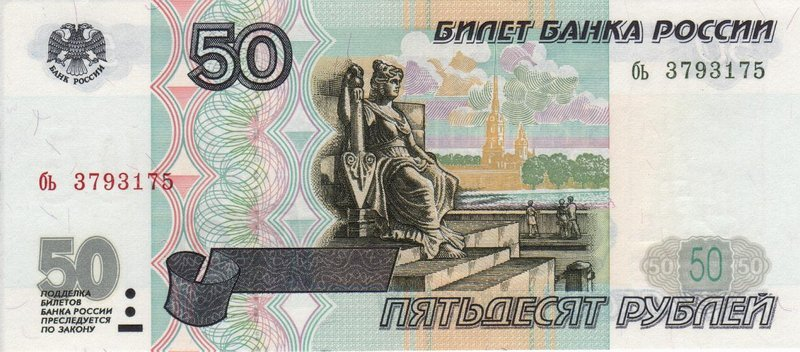
50ルーブル表面
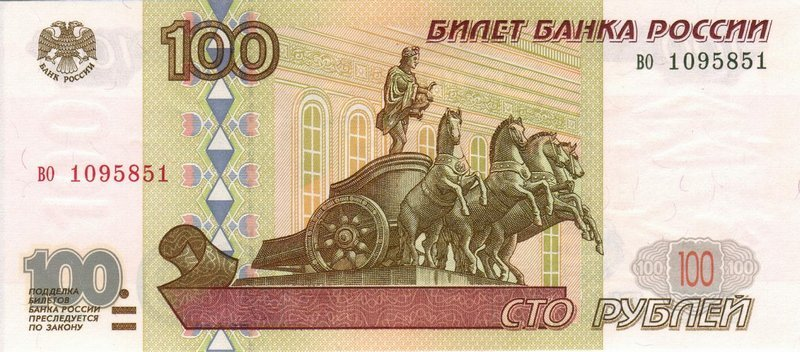
100ルーブル表面
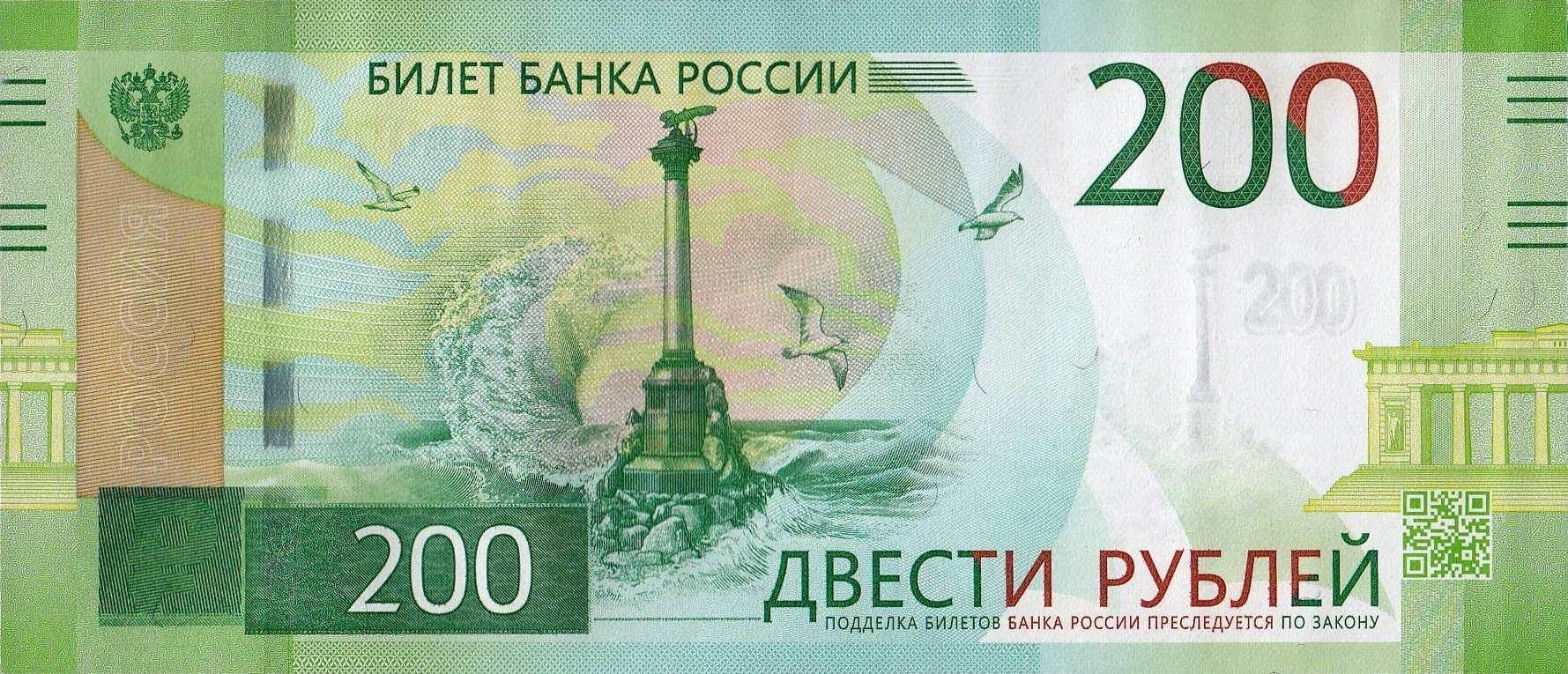
200ルーブル表面
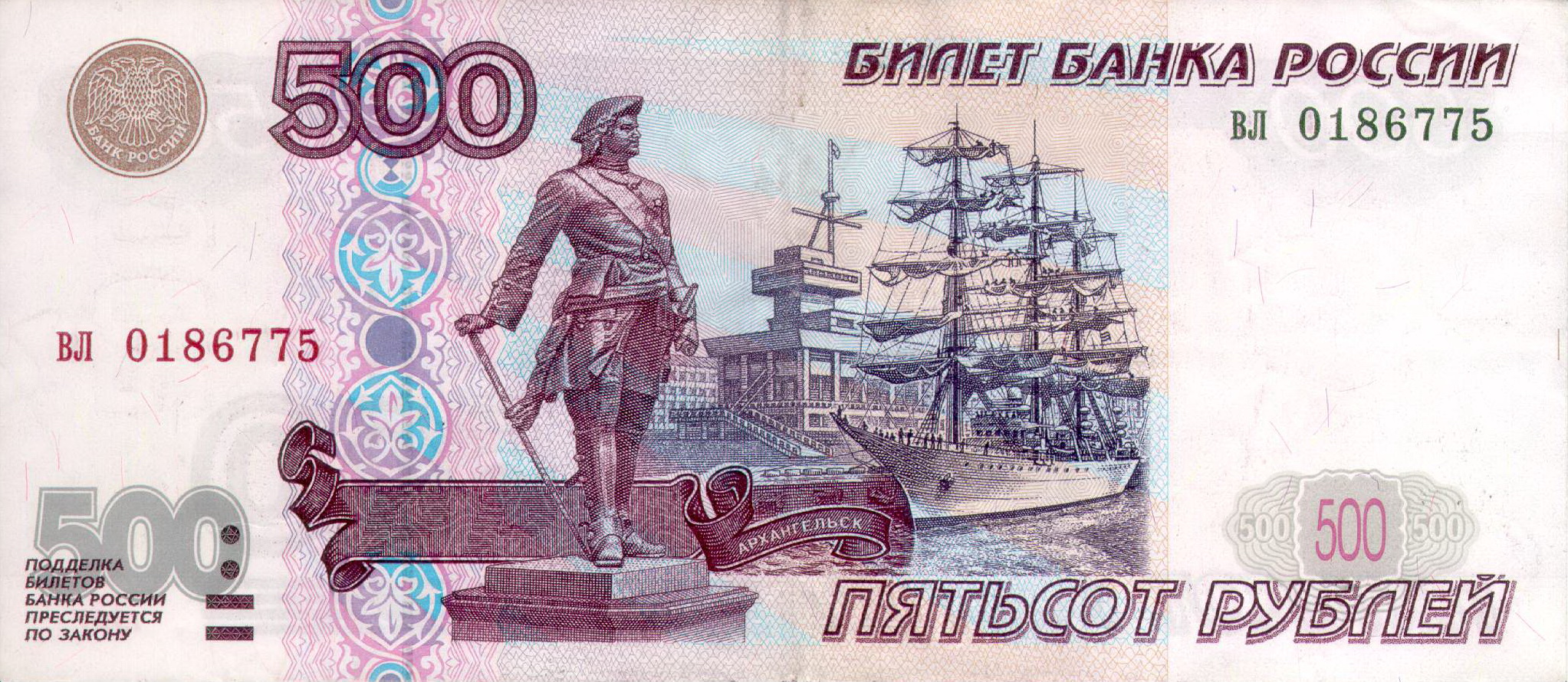
500ルーブル表面
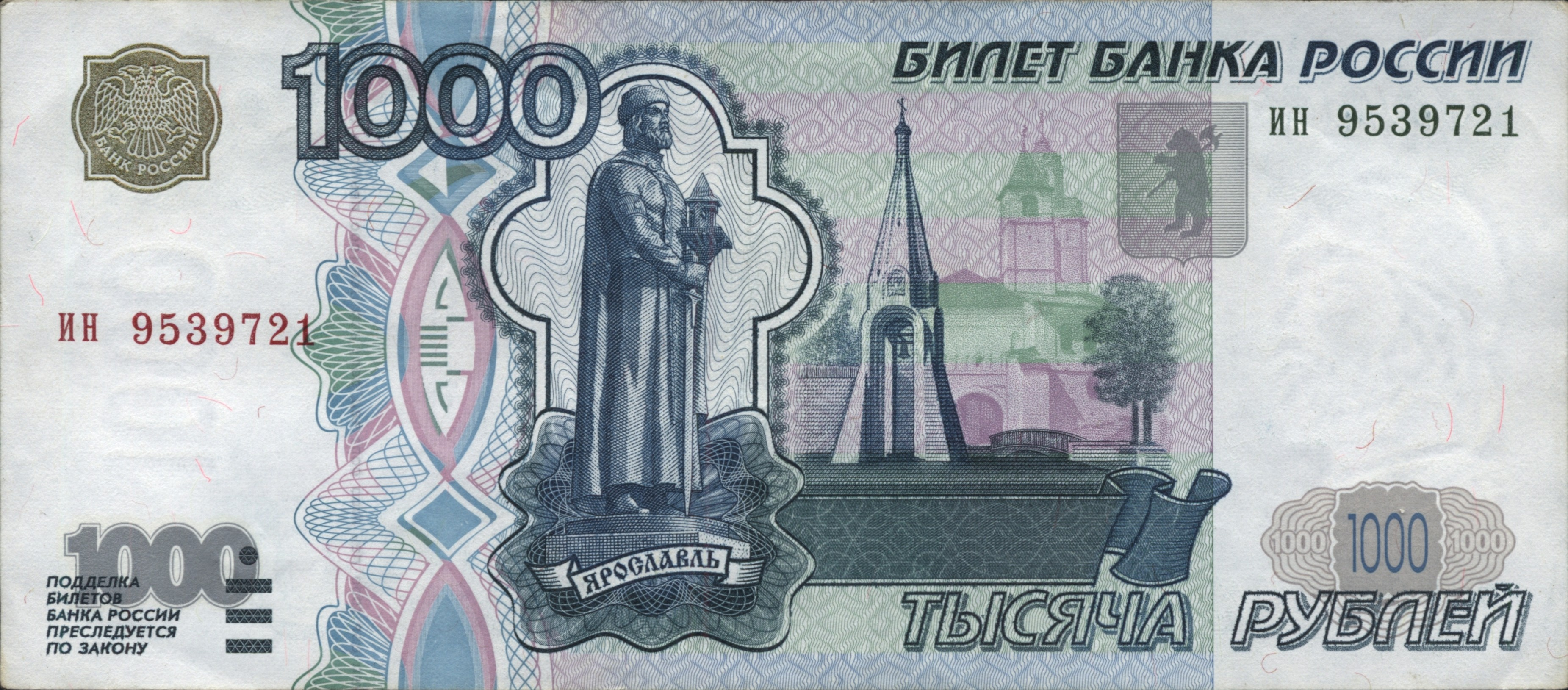
1000ルーブル表面
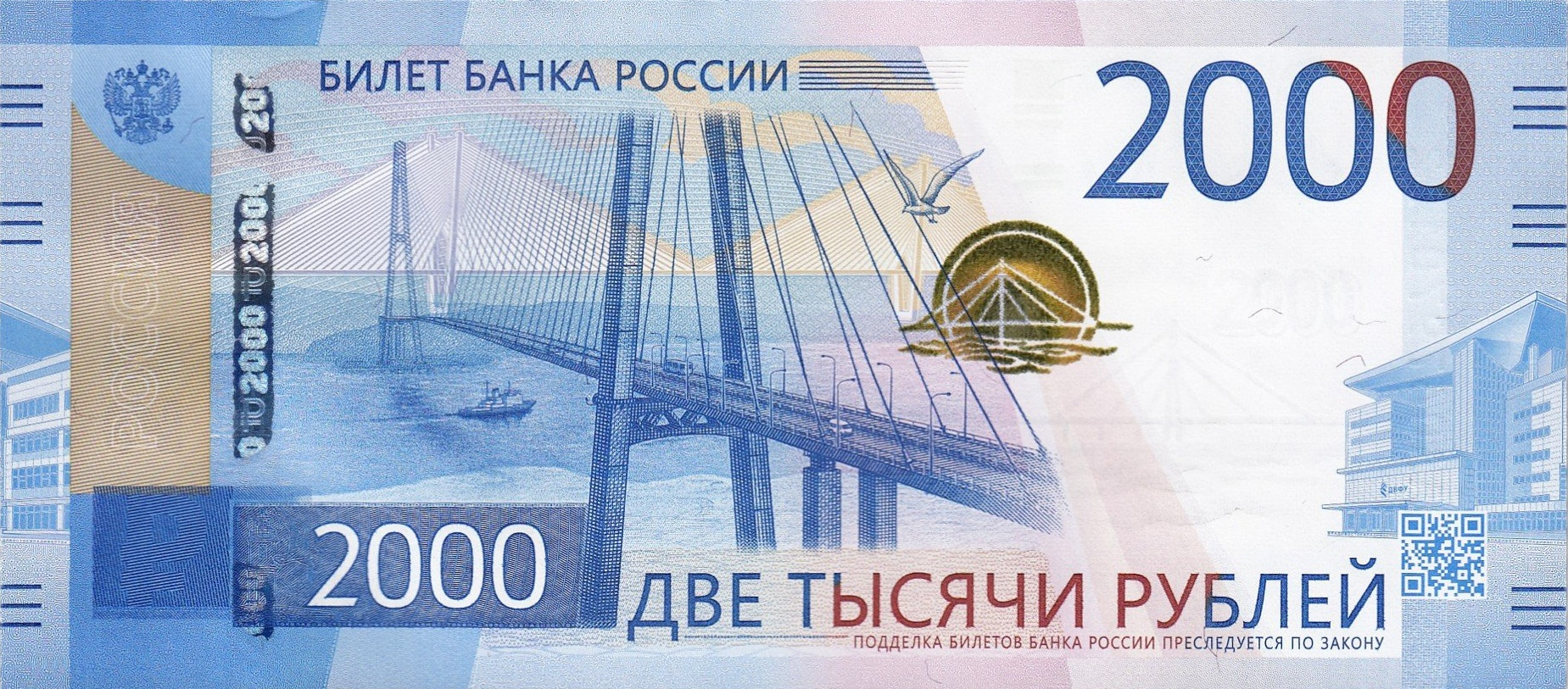
2000ルーブル表面
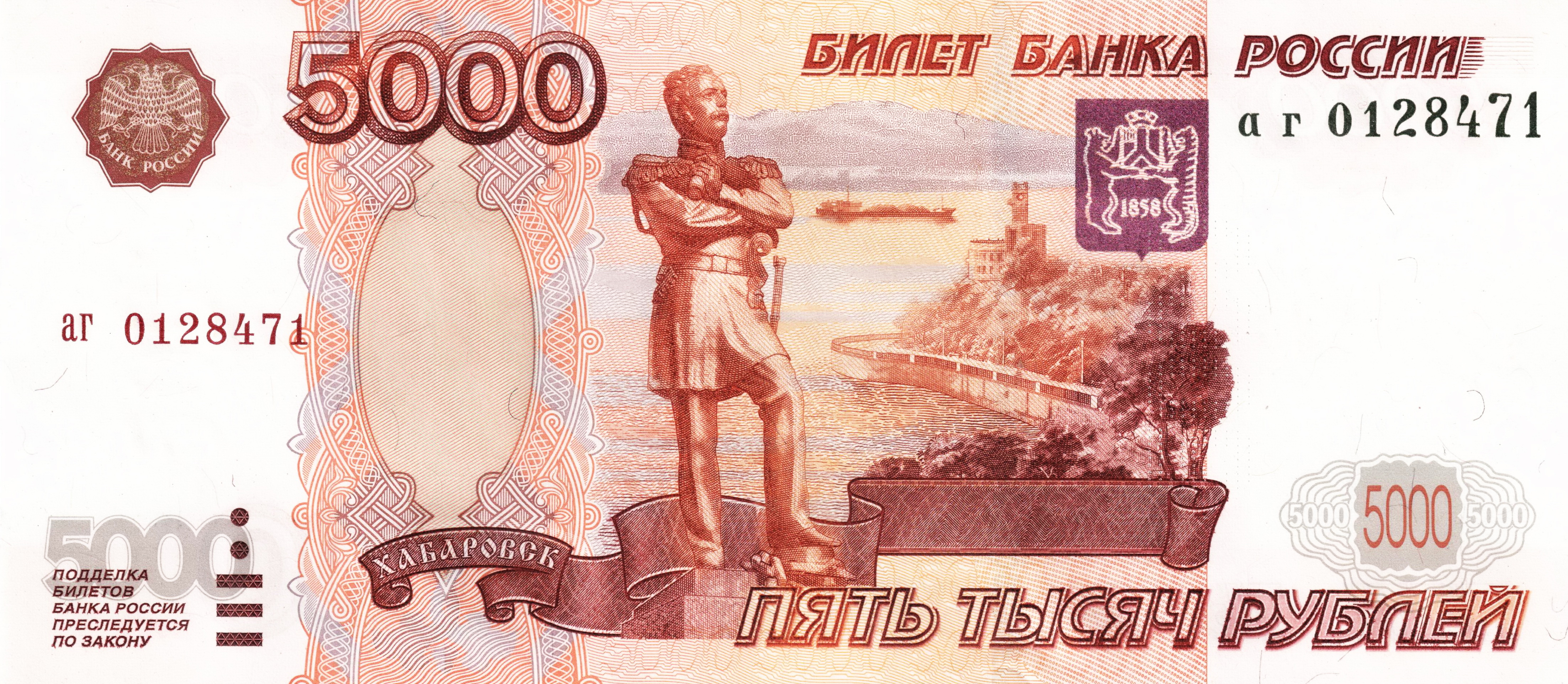
5000ルーブル表面

- 1997年版紙幣は、1998年に行われた1,000分の1のデノミ対応紙幣のため、1995年版の1,000分の1の金額が、1997年版以降の同一価値の紙幣である。
- 100ルーブル紙幣の図柄が首都モスクワとなっているのは、デノミ前の1995年版の発行当初は、100,000ルーブル紙幣が最高額の紙幣だったからである。

## ルーブルの語尾変化
ロシア語の名詞は、結合する個数詞によってその形が3種類に変化する。通貨単位であるルーブルも例外ではない。冠する個数詞が「1」、つまり1ルーブルの場合はそのまま単数主格で「ルーブル（ルーブリ）」"рубль"と表記する。一方ほとんどの紙幣や硬貨では「ルブレイ」"рублей"と表記されているが、これは結合する個数詞が「5」以上の場合、名詞は複数生格になるというロシア語規則による。また、かつてロシア帝国やソ連時代に存在した3ルーブル紙幣や近年記念コインとして発行された3ルーブル硬貨では、"три рубля"のように「ルブリャー」"рубля"と表記されている。これは「2～4」の個数詞と結合する名詞は、単数生格になる為である。補助単位の「カペイカ」も同様である。
|               | ロシア語表記 | 発音       |
| ------------- | ------------ | ---------- |
| 1ルーブル     | рубль        | ルーブリ   |
| 2-4ルーブル   | рубля        | ルブリャー |
| 5ルーブル以上 | рублей       | ルブレイ   |
| 1カペイカ     | копейка      | カペイカ   |
| 2-4カペイカ   | копейки      | カペイキ   |
| 5カペイカ以上 | копеек       | カペーク   |

## 符号位置
Unicode 7.0 にて導入された。
| 記号 | Unicode | JIS X 0213 | 文字参照         | 名称                 |
| ---- | ------- | ---------- | ---------------- | -------------------- |
| ₽    | U+20BD  | ‐          | &#x20BD; &#8381; | ロシア・ルーブル記号 |

## 為替レート
ロシアは通貨バスケット制を採用している。
2014年1月23日、プーチン大統領は、ルーブルの通貨切り下げについての発言を行った。
2014年11月10日、ロシア中銀は来年にはルーブルを変動相場制にすると発表した。